# 미코바이오메드
주식회사 미코바이오메드(MiCo BioMed)는 대한민국의 체외진단 기업이다.

## 역사 및 현황
2009년 3월 6일에 설립되어 2017년 10월 16일 임시주주총회 결의에 의거하여 상호를 나노바이오시스에서 미코나노바이오시스로 변경하였으며, 2018년 3월 28일 정기주주총회 결의에 의거하여 현재의 사명인 미코바이오메드로 변경하였다.

## 경영권 매각
2024년 경영권을 미코가 젬텍 외 5인에게 165억원에 양도하였다.